# District de Goa Sud
Le District de Goa Sud   est un district de l'état de Goa en Inde.

## Géographie
Sa population de 640 537 habitants (en 2011) pour une superficie de 1 966 km2.